# Piveteausaurus
 Piveteausaurus  ist eine Gattung theropoder Dinosaurier, die vor etwa 162 Mio. Jahren zur Zeit des Mittleren Jura in Europa lebte. Es ist nur die Art P. divesensis bekannt.
Die fossilen Funde beschränken sich auf einen vollständigen Hirnschädel (Neurocranium), der bei Marnes de Dives im französischen Département Calvados gefunden wurde. Der Schädel weist Ähnlichkeiten mit dem von Allosaurus auf, die Knochenkämme über den Augen waren bei Piveteausaurus jedoch weniger ausgeprägt und sein Schädel war länger. Nach Schätzungen war er etwa vier Meter hoch, 11 Meter lang und wog um die zwei Tonnen.
Philippe Taquet und Samuel Paul Welles klassifizierten 1977 die zunächst 1964 von Alick Walker als Eustreptospondylus divesensis beschriebene Art um. Das Art-Epitheton bezeichnet Marnes de Dives, den Fundort in Frankreich. Die genaue taxonomische Klassifikation ist wegen des mageren Fundmaterials umstritten. Teilweise wird Piveteausaurus zu den Carnosauria, von anderen Autoren zu den Megalosauridae gestellt. Eine Verwandtschaft mit den Ornitholestidae wird ebenfalls diskutiert.

## Quelle
- The Thescelosaurus – Beschreibung unter Tetanurae (in Englisch)